# Nos lettres
Nos lettres est une nouvelle de Guy de Maupassant, parue en 1888.

## Historique
Nos lettres est une nouvelle de Guy de Maupassant initialement publiée dans le quotidien Le Gaulois du 29 février 1888, puis dans l'édition augmentée du recueil Clair de lune de 1888.

## Résumé
Invité chez ses amis Muret d'Artus, le narrateur est logé dans la chambre de tante Rose. Insomniaque, il se relève la nuit pour écrire et découvre des lettres dans le tiroir secret d'un secrétaire...

## Éditions
- 1888 -  Nos lettres, dans Le Gaulois
- 1888 -  Nos lettres, dans l'édition augmentée du recueil Clair de lune de mai 1888 chez Paul Ollendorff
- 1890 -  Nos lettres, dans L'Intransigeant illustré du 25 décembre 1890
- 1979 -  Nos lettres, dans Maupassant, Contes et nouvelles, tome II, texte établi et annoté par Louis Forestier, éditions Gallimard, Bibliothèque de la Pléiade

## Lire
- Lien vers la version de Nos lettres dans Le Gaulois,